# KBO 한국시리즈
KBO 한국시리즈(영어: KBO Korean Series)는 매년 KBO 리그의 최종 우승 구단을 결정하기 위해 동일한 두 팀이 일련의 야구 경기를 치른다. 이는 포스트시즌, 즉 이른바 '가을야구'의 하이라이트로 간주되며, 정규시즌 1위 팀과 플레이오프 승리 팀이 맞붙는다. 대한민국 내 모든 스포츠 리그 결승전 가운데 가장 높은 인지도를 자랑하며, 시청률 또한 가장 높게 나타난다.
현재 한국시리즈에 진출하기 위한 방법은 두 가지이다. 첫째, 정규시즌에서 1위를 차지하는 것이며, 둘째, 플레이오프에서 승리하는 것이다.

## 대회 개요
KBO 소속 팀들이 페넌트레이스를 마친 후 1위를 차지한 팀과 플레이오프에서 승리한 팀이 7전 4선승제의 경기를 치러 우승 팀을 가린다. 1982년부터 시작되었다.
1982년 - 1984년
- 전기 리그 우승 팀과 후기 리그 우승 팀이 한국시리즈를 치른다.
- 한 팀이 전,후기 리그를 통합 우승하면 한국시리즈 없이 해당 팀을 당해년도 우승 팀으로 한다.
- 1983년까지는 1차전을 전기 리그 1위팀의 홈 구장, 2차전을 후기 리그 1위팀의 홈구장, 나머지 경기를 서울에서 치렀다.
- 1984년부터는 1, 2 차전을 전기 리그 1위팀의 홈 구장, 3, 4차전을 후기 리그 1위 팀의 홈 구장, 나머지 경기를 서울에서 치렀다.

1985년
- 전, 후기 리그 우승 팀과 전·후기 통합 승률 1위팀이 각각 다를 경우 전기 리그 우승 팀 대 후기 리그 우승 팀이 5전 3선승제의 플레이오프를 치러 그 승리팀과 전·후기 통합 승률 1위팀과 한국시리즈를 치른다.
- 전, 후기 리그 우승 팀 중 하나가 전·후기 통합 승률 1위이고 다른 팀이 2위이면, 플레이오프 없이 전기리그 우승 팀과 후기 리그 우승 팀이 한국시리즈를 치른다.
- 전, 후기 리그 우승 팀 중 하나가 전·후기 통합 승률 1위이고 다른 팀이 3위 이하이면, 통합 승률이 낮은 팀이 통합 승률 2위 팀과 플레이오프를 치러 그 승리 팀과 전·후기 통합 승률 1위 팀이 한국시리즈를 치른다.
- 한 팀이 전, 후기 리그 우승을 전부 석권한 경우 한국시리즈 없이 해당 팀을 해당 연도의 우승 팀으로 정한다.

1986년 - 1988년
- 전·후기 1·2위 팀이 모두 다른 경우 전기 리그 1위팀과 후기 리그 2위팀, 후기리그 1위 팀과 전기 리그 2위 팀이 각각 플레이오프를 치른 후 각 승리팀끼리 한국시리즈를 치른다.
- 한 팀이 전·후기 리그의 2위 안에 모두 들면 그 팀은 한국시리즈에 바로 진출하게 되고, 남은 두 팀이 플레이오프를 치러 한국시리즈에 진출할 팀을 가린다.
- 동일한 두팀이 전기 리그와 후기 리그에 1, 2위를 차지하면 플레이오프 없이 한국시리즈를 치른다. 특정 팀이 전,후기 리그를 모두 1위로 종료하여도 관계없다.

1989년 - 1992년
- 정규 시즌 3·4위팀이 승차에 관계없이 3전 2선승제의 준(準)플레이오프를 치르고, 그 승리팀이 정규 시즌 2위팀과 5전 3선승제의 플레이오프를 치른다. 플레이오프의 승자가 정규 시즌 1위팀과 한국시리즈를 치른다.

1993년 - 1998년
- 1989년 체제와 동일한 방식이지만, 정규 시즌 3·4위 팀 간 승차가 3경기 이내일 경우에만 준 플레이오프를 행한다.
준 플레이오프가 열리지 않을 경우, 플레이오프 경기를 7전 4선승제로 진행한다.

1999년 - 2000년
- 드림·매직 리그의 양대 리그로 경기를 운영함에 따라 각 리그의 1위 팀이 상대 리그의 2위 팀과 7전 4선승제의 플레이오프를 거쳐 승리팀이 한국시리즈에 오른다.
- 한 리그의 3위 팀의 승률이 다른 리그 2위 팀보다 높을 경우 3전 2선승제의 준플레이오프를 치르고, 그 승자는 3위 팀 소속 리그의 1위 팀과 플레이오프를 치른다.

2001년
- 단일 리그로 환원됨에 따라 정규 시즌3, 4위팀이 승차에 관계없이 3전 2선승제의 준플레이오프를 거쳐 승리팀이 플레이오프전에 오르고, 페넌트레이스 2위 팀과 5전 3선승제의 플레이오프를 치른다. 플레이오프의 승자가 한국시리즈에 오르게 된다.
- 한국시리즈 1·2차전은 1위팀의 홈 구장, 3·4차전은 플레이오프 승리팀의 홈 구장, 5·6·7차전은 서울종합운동장 야구장에서 열린다.

2002년 - 2004년
- 2001년 규정과 동일하나 서울 연고지팀과 한국시리즈를 치르거나, 혹은 3만 명 이상 수용 규모의 홈 구장을 확보한 서울 연고 이외의 팀끼리 겨루게 될 경우에는 1·2·6·7차전은 페넌트레이스에서 승률이 높은 팀의 홈구장, 3·4·5차전은 승률이 낮은 팀의 홈구장에서 열린다.[1]

2005년
- 준플레이오프의 경기 수를 3전 2선승제에서 5전 3선승제로 늘렸다.

2006년 - 2007년
- 준플레이오프가 3전 2선승제로 환원되었다.

2008년
- 준플레이오프의 경기 수를 3경기에서 5경기로, 플레이오프의 경기 수를 5경기에서 7경기로 늘려서 각각 3승과 4승을 먼저 거두는 팀이 다음 단계에 진출하게 된다.

2009년
- 플레이오프가 5전 3선승제로 환원되었다.

2010년
- 지방 구장의 한국시리즈 개최 자격 관중석 기준이 3만 명에서 2만 5천 명으로 변경되었다.
- 단, LG, 두산이 플레이오프 거쳐서 한국시리즈 진출시 1,2,6,7차전은 지방 구장에서, 3,4,5차전은 잠실야구장에서 한다.

2015년
- 대회명이 '한국시리즈'에서 KBO 한국시리즈로 변경되었다.
- 2만 석 미만 홈구장을 보유한 구단이 한국시리즈에 진출했을 경우 잠실에서 5~7차전 중립경기가 열린다. 삼성, NC, 한화, 넥센이 진출시 적용한다.(2015년이 잠실 중립경기 마지막이다. 그러나 두산이 한국시리즈에 진출 했으므로 따라서 마지막 중립경기는 2014 한국시리즈가 되었다. )

2016년
- 삼성의 대구 삼성 라이온즈 파크, 넥센의 고척 스카이돔 개장과 함께 잠실 중립구장 규정이 폐지되고 구장 크기와 관계 없이 1-2차전과 6-7차전은 페넌트레이스 우승팀 홈구장 , 3-5차전은 플레이오프 승리팀 홈구장에서 치르는 것으로 바뀐다.

2021년
- 포스트시즌 제도와 관련해 정규 시즌 우승팀에게 홈 어드밴티지를 부여하기 위해 한국시리즈 홈 경기 편성을 2-3-2 방식에서 2-2-3 방식으로 변경했다. 이에 따라 정규 시즌 우승팀은 한국시리즈 1~2, 5~7차전을 홈 구장에서 치르게 된다.
- 포스트시즌이 11월 15일 이전에 끝나지 않을 경우, 이후 경기는 모두 고척스카이돔에서 치르게 된다.

## 연도별 결과
| 연도 | 우승팀        | 감독        | 경기 결과                          | 승패 현황                          | 준우승팀      | 감독   | MVP                            |
| ---- | ------------- | ----------- | ---------------------------------- | ---------------------------------- | ------------- | ------ | ------------------------------ |
| 1982 | OB 베어스     | 김영덕      | 4–1 (1)                            | △XOOOO                             | 삼성 라이온즈 | 서영무 | 김유동 (OB, 외야수)            |
| 1983 | 해태 타이거즈 | 김응용      | 4–0 (1)                            | OOO△O                              | MBC 청룡      | 김동엽 | 김봉연 (해태, 내야수)          |
| 1984 | 롯데 자이언츠 | 강병철      | 4–3                                | OXOXXOO                            | 삼성 라이온즈 | 김영덕 | 유두열 (롯데, 외야수)          |
| 1985 | 삼성 라이온즈 | 김영덕      | 삼성의 전·후기 통합우승으로 미개최 | 삼성의 전·후기 통합우승으로 미개최 | 롯데 자이언츠 | 강병철 |                                |
| 1986 | 해태 타이거즈 | 김응용      | 4–1                                | OXOOO                              | 삼성 라이온즈 | 김영덕 | 김정수 (해태, 투수)            |
| 1987 | 해태 타이거즈 | 김응용      | 4–0                                | OOOO                               | 삼성 라이온즈 | 박영길 | 김준환 (해태, 외야수)          |
| 1988 | 해태 타이거즈 | 김응용      | 4–2                                | OOOXXO                             | 빙그레 이글스 | 김영덕 | 문희수 (해태, 투수)            |
| 1989 | 해태 타이거즈 | 김응용      | 4–1                                | XOOOO                              | 빙그레 이글스 | 김영덕 | 박철우 (해태, 내야수)          |
| 1990 | LG 트윈스     | 백인천      | 4–0                                | OOOO                               | 삼성 라이온즈 | 정동진 | 김용수 (LG, 투수)              |
| 1991 | 해태 타이거즈 | 김응용      | 4–0                                | OOOO                               | 빙그레 이글스 | 김영덕 | 장채근 (해태, 포수)            |
| 1992 | 롯데 자이언츠 | 강병철      | 4–1                                | OOXOO                              | 빙그레 이글스 | 김영덕 | 박동희 (롯데, 투수)            |
| 1993 | 해태 타이거즈 | 김응용      | 4–2 (1)                            | OX△XOOO                            | 삼성 라이온즈 | 우용득 | 이종범 (해태, 내야수)          |
| 1994 | LG 트윈스     | 이광환      | 4–0                                | OOOO                               | 태평양 돌핀스 | 정동진 | 김용수 (LG, 투수)              |
| 1995 | OB 베어스     | 김인식      | 4–3                                | XOOXXOO                            | 롯데 자이언츠 | 김용희 | 김민호 (OB, 내야수)            |
| 1996 | 해태 타이거즈 | 김응용      | 4–2                                | OXOXOO                             | 현대 유니콘스 | 김재박 | 이강철 (해태, 투수)            |
| 1997 | 해태 타이거즈 | 김응용      | 4–1                                | OXOOO                              | LG 트윈스     | 천보성 | 이종범 (해태, 내야수)          |
| 1998 | 현대 유니콘스 | 김재박      | 4–2                                | OOXOXO                             | LG 트윈스     | 천보성 | 정민태 (현대, 투수)            |
| 1999 | 한화 이글스   | 이희수      | 4–1                                | OOXOO                              | 롯데 자이언츠 | 김명성 | 구대성 (한화, 투수)            |
| 2000 | 현대 유니콘스 | 김재박      | 4–3                                | OOOXXXO                            | 두산 베어스   | 김인식 | 톰 퀸란 (현대, 내야수)         |
| 2001 | 두산 베어스   | 김인식      | 4–2                                | XOOOXO                             | 삼성 라이온즈 | 김응용 | 타이론 우즈 (두산, 내야수)     |
| 2002 | 삼성 라이온즈 | 김응용      | 4–2                                | OXOOXO                             | LG 트윈스     | 김성근 | 마해영 (삼성, 외야수)          |
| 2003 | 현대 유니콘스 | 김재박      | 4–3                                | OXXOOXO                            | SK 와이번스   | 조범현 | 정민태 (현대, 투수)            |
| 2004 | 현대 유니콘스 | 김재박      | 4–2 (3)                            | O△X△OX△OO                          | 삼성 라이온즈 | 김응용 | 조용준 (현대, 투수)            |
| 2005 | 삼성 라이온즈 | 선동열      | 4–0                                | OOOO                               | 두산 베어스   | 김경문 | 오승환 (삼성, 투수)            |
| 2006 | 삼성 라이온즈 | 선동열      | 4–1 (1)                            | OXOO△O                             | 한화 이글스   | 김인식 | 박진만 (삼성,내야수)           |
| 2007 | SK 와이번스   | 김성근      | 4–2                                | XXOOOO                             | 두산 베어스   | 김경문 | 김재현 (SK, 외야수)            |
| 2008 | SK 와이번스   | 김성근      | 4–1                                | XOOOO                              | 두산 베어스   | 김경문 | 최정 (SK, 내야수)              |
| 2009 | KIA 타이거즈  | 조범현      | 4–3                                | OOXXOXO                            | SK 와이번스   | 김성근 | 나지완 (KIA, 외야수)           |
| 2010 | SK 와이번스   | 김성근      | 4–0                                | OOOO                               | 삼성 라이온즈 | 선동열 | 박정권 (SK, 내야수)            |
| 2011 | 삼성 라이온즈 | 류중일      | 4–1                                | OOXOO                              | SK 와이번스   | 이만수 | 오승환 (삼성, 투수)            |
| 2012 | 삼성 라이온즈 | 류중일      | 4–2                                | OOXXOO                             | SK 와이번스   | 이만수 | 이승엽 (삼성, 내야수)          |
| 2013 | 삼성 라이온즈 | 류중일      | 4–3                                | XXOXOOO                            | 두산 베어스   | 김진욱 | 박한이 (삼성, 외야수)          |
| 2014 | 삼성 라이온즈 | 류중일      | 4–2                                | XOOXOO                             | 넥센 히어로즈 | 염경엽 | 야마이코 나바로 (삼성, 내야수) |
| 2015 | 두산 베어스   | 김태형      | 4–1                                | XOOOO                              | 삼성 라이온즈 | 류중일 | 정수빈 (두산, 외야수)          |
| 2016 | 두산 베어스   | 김태형      | 4–0                                | OOOO                               | NC 다이노스   | 김경문 | 양의지 (두산, 포수)            |
| 2017 | KIA 타이거즈  | 김기태      | 4–1                                | XOOOO                              | 두산 베어스   | 김태형 | 양현종 (KIA, 투수)             |
| 2018 | SK 와이번스   | 트레이 힐만 | 4–2                                | OXOXOO                             | 두산 베어스   | 김태형 | 한동민 (SK, 외야수)            |
| 2019 | 두산 베어스   | 김태형      | 4–0                                | OOOO                               | 키움 히어로즈 | 장정석 | 오재일 (두산, 내야수)          |
| 2020 | NC 다이노스   | 이동욱      | 4–2                                | OXXOOO                             | 두산 베어스   | 김태형 | 양의지 (NC, 포수)              |
| 2021 | KT 위즈       | 이강철      | 4–0                                | OOOO                               | 두산 베어스   | 김태형 | 박경수 (KT, 내야수)            |
| 2022 | SSG 랜더스    | 김원형      | 4–2                                | XOOXOO                             | 키움 히어로즈 | 홍원기 | 김강민 (SSG, 외야수)           |
| 2023 | LG 트윈스     | 염경엽      | 4-1                                | XOOOO                              | KT 위즈       | 이강철 | 오지환 (LG, 내야수)            |
| 2024 | KIA 타이거즈  | 이범호      | 4–1                                | OOXOO                              | 삼성 라이온즈 | 박진만 | 김선빈 (KIA, 내야수)           |

## 통산 기록

### 구단별 우승 횟수
| 구단          | 우승 | 준우승 | 우승 연도                                                              | 준우승 연도                                                      |
| ------------- | ---- | ------ | ---------------------------------------------------------------------- | ---------------------------------------------------------------- |
| KIA 타이거즈  | 12   | 0      | 1983, 1986, 1987, 1988, 1989, 1991, 1993, 1996, 1997, 2009, 2017, 2024 | —                                                                |
| 삼성 라이온즈 | 8    | 11     | 1985, 2002, 2005, 2006, 2011, 2012, 2013, 2014                         | 1982, 1984, 1986, 1987, 1990, 1993, 2001, 2004, 2010, 2015, 2024 |
| 두산 베어스   | 6    | 9      | 1982, 1995, 2001, 2015, 2016, 2019                                     | 2000, 2005, 2007, 2008, 2013, 2017, 2018, 2020, 2021             |
| SSG 랜더스    | 5    | 4      | 2007, 2008, 2010, 2018, 2022                                           | 2003, 2009, 2011, 2012                                           |
| 현대 유니콘스 | 4    | 2      | 1998, 2000, 2003, 2004                                                 | 1994, 1996                                                       |
| LG 트윈스     | 3    | 4      | 1990, 1994, 2023                                                       | 1983, 1997, 1998, 2002                                           |
| 롯데 자이언츠 | 2    | 3      | 1984, 1992                                                             | 1985, 1995, 1999                                                 |
| 한화 이글스   | 1    | 5      | 1999                                                                   | 1988, 1989, 1991, 1992, 2006                                     |
| NC 다이노스   | 1    | 1      | 2020                                                                   | 2016                                                             |
| KT 위즈       | 1    | 1      | 2021                                                                   | 2023                                                             |
| 키움 히어로즈 | 0    | 3      | —                                                                      | 2014, 2019, 2022                                                 |

### 구단별 승패 및 승률 통계
| 승률  | 팀명          | 전적                |
| ----- | ------------- | ------------------- |
| 0.774 | KIA 타이거즈  | 64전 48승 2무 14패  |
| 0.558 | SSG 랜더스    | 52전 29승 23패      |
| 0.556 | KT 위즈       | 9전 5승 4패         |
| 0.500 | 현대 유니콘스 | 39전 18승 3무 18패  |
| 0.500 | LG 트윈스     | 35전 17승 1무 17패  |
| 0.500 | 롯데 자이언츠 | 24전 12승 12패      |
| 0.458 | 두산 베어스   | 78전 38승 1무 45패  |
| 0.427 | 삼성 라이온즈 | 102전 41승 6무 55패 |
| 0.400 | NC 다이노스   | 10전 4승 6패        |
| 0.300 | 한화 이글스   | 31전 9승 1무 21패   |
| 0.250 | 키움 히어로즈 | 16전 4승 12패       |

## 방송사
| 연도                                                   | 방송사 (생중계) | 비고  |
| ------------------------------------------------------ | --------------- | ----- |
| 1982년 ~ 1997년 2000년 ~ 2005년                        | KBS 1TV         | [ 2 ] |
| 1982년 / 1995년 1998년 ~ 1999년 2004년 / 2006년 ~ 현재 | KBS 2TV         |       |
| 1982년 ~ 2000년 2005년 ~ 현재                          | MBC TV          | [ 3 ] |
| 1992년 ~ 현재                                          | SBS TV          | [ 4 ] |

## 경기 시작 시간
한국시리즈에서는 일반적으로 평일에 야간 경기가, 주말에는 낮 경기가 개최되는 경우가 많다. 평일 야간 경기는 주중에 직장인들이 퇴근 후 경기를 관람할 수 있도록 배려한 시간대이며, 주말 낮 경기는 가족 단위의 관람객들도 편안하게 경기를 즐길 수 있도록 한 배려이다.

## 같이 보기
- 한국야구위원회